# Portugals Grand Prix 1993
Portugals Grand Prix 1993 var det fjortonde av 16 lopp ingående i formel 1-VM 1993.

## Resultat
1. Michael Schumacher, Benetton-Ford, 10 poäng
2. Alain Prost, Williams-Renault, 6
3. Damon Hill, Williams-Renault, 4
4. Jean Alesi, Ferrari, 3
5. Karl Wendlinger, Sauber, 2
6. Martin Brundle, Ligier-Renault, 1
7. JJ Lehto, Sauber
8. Pierluigi Martini, Minardi-Ford
9. Christian Fittipaldi, Minardi-Ford
10. Philippe Alliot, Larrousse-Lamborghini
11. Erik Comas, Larrousse-Lamborghini
12. Andrea de Cesaris, Tyrrell-Yamaha
13. Rubens Barrichello, Jordan-Hart
14. Luca Badoer, BMS Scuderia Italia (Lola-Ferrari)
15. Derek Warwick, Footwork-Mugen Honda (varv 63, kollision)
16. Riccardo Patrese, Benetton-Ford (63, kollision)

### Förare som bröt loppet
- Pedro Lamy, Lotus-Ford (varv 61, snurrade av)
- Johnny Herbert, Lotus-Ford (60, snurrade av)
- Mark Blundell, Ligier-Renault (51, kollision)
- Michele Alboreto, BMS Scuderia Italia (Lola-Ferrari) (38, växellåda)
- Gerhard Berger, Ferrari (35, snurrade av)
- Mika Häkkinen, McLaren-Ford (32, snurrade av)
- Aguri Suzuki, Footwork-Mugen Honda (27, växellåda)
- Ayrton Senna, McLaren-Ford (19, motor)
- Ukyo Katayama, Tyrrell-Yamaha (12, snurrade av)
- Emanuele Naspetti, Jordan-Hart (8, motor)

## VM-ställning
| Förarmästerskapet 1. Alain Prost, Williams-Renault, 87 2. Damon Hill, Williams-Renault, 62 3. Ayrton Senna, McLaren-Ford, 53 | Konstruktörsmästerskapet 1. Williams-Renault, 149 2. Benetton-Ford, 72 3. McLaren-Ford, 60 |